# Erik Vlček
Erik Vlček né le 29 décembre 1981 à Komárno, est un kayakiste slovaque pratiquant la course en ligne.